# Aeropuerto de North Bay
El Aeropuerto de North Bay (del inglés: North Bay/Jack Garland Airport) (IATA: YYB, OACI: CYYB) está ubicado a 4 MN (7,4 km; 4,6 mi) al noreste de North Bay, Ontario, Canadá en Hornell Heights. Este aeropuerto antes sirvió como base para Comando de Defensa Aéreo Norteamericano.
Este aeropuerto fue nombrado en memoria de Jack Garland, un exparlamentario por el distrito electoral de Nipissing.  Hasta el 2004 este aeropuerto organizaba una exhibición de vuelo anual durante el festival de herencia de North Bay, con una gran participación militar.
Este aeropuerto es clasificado por NAV CANADA como un puerto de entrada y es servido por la Canada Border Services Agency. Los oficiales de la CBSA pueden atender aviones de hasta 15 pasajeros.

## Aerolíneas y destinos
- Air Canada Jazz
  - Toronto / Aeropuerto Internacional Toronto Pearson
- Bearskin Airlines
  - Ottawa / Aeropuerto Internacional de Ottawa
  - Sudbury / Aeropuerto de Sudbury
- Voyageur Airways
  - Mont Tremblant / Aeropuerto Internacional de Mont Tremblant